# 萬波山 (阿普里馬克大區)
13°45′40″S 73°35′10″W / 13.76111°S 73.58611°W
萬波山（Huampo），是秘魯的山峰，位於該國南部阿普里馬克大區，由聖安托尼奧德卡奇區和萬卡賴區負責管轄，屬於安地斯山脈的一部分，海拔高度4,900米。